# Ипера, Линч
Линч Ипера (англ. Lynch Ipera; род. 4 августа 1976) — папуанский боксёр, представитель лёгкой и полулёгкой весовых категорий. Выступал за сборную Папуа — Новой Гвинеи по боксу во второй половине 1990-х — первой половине 2000-х годов, чемпион Океании, чемпион Южнотихоокеанских игр, бронзовый призёр Игр Содружества, участник летних Олимпийских игр в Атланте.

## Биография
Линч Ипера родился 4 августа 1976 года.
Дебютировал в боксе на взрослом международном уровне в сезоне 1996 года, когда вошёл в основной состав папуанской национальной сборной и благодаря череде удачных выступлений удостоился права защищать честь страны на летних Олимпийских играх 1996 года в Атланте. Уже в стартовом поединке категории до 57 кг со счётом 2:14 потерпел поражение от нигерийца Дэниела Аттаха и сразу же выбыл из борьбы за медали. Также в этом сезоне отметился выступлением на чемпионате Содружества в Ммабато, где сумел дойти до стадии четвертьфиналов.
После олимпийского сезона Ипера остался в составе боксёрской команды Папуа — Новой Гвинеи и продолжил принимать участие в крупнейших международных турнирах. Так, в 1997 году в полулёгком весе он выиграл серебряную медаль на Арафурских играх в Дарвине, был лучшим на домашнем чемпионате Океании в Порт-Морсби, выступил на Кубке короля в Бангкоке.
В 1998 году побывал на Играх Содружества в Куала-Лумпуре, откуда привёз награду бронзового достоинства, выигранную в зачёте полулёгкого веса — на стадии полуфиналов уступил канадцу Марти О’Доннеллу.
В 1999 году одержал победу на Южнотихоокеанских играх в Аганье и выступил на чемпионате мира в Хьюстоне.
На чемпионате Океании 2000 года в Канберре стал серебряным призёром в легчайшей весовой категории.
В 2003 году взял бронзу в лёгком весе на Южнотихоокеанских играх в Суве.
Последний раз показывал сколько-нибудь значимые результаты на международной арене в сезоне 2004 года, когда выступил на чемпионате Океании в Нукуалофа и в зачёте полулёгкой весовой категории сумел дойти до стадии четвертьфиналов. Вскоре по окончании этих соревнований завершил спортивную карьеру.